# Le Crouzet
 Le Crouzet  es una comuna y población de Francia, en la región de Franco Condado, departamento de Doubs, en el distrito de Pontarlier y cantón de Mouthe.
Está integrada en la Communauté de communes des Hauts du Doubs .

## Demografía[3]
| 66 | 66 | 82 | 86 | 61 | 77 | 60 | 95 | 85 | 76 | 63 | 69 | 81 | 103 | 107 | 80 | 94 | 78 | 78 | 72 | 56 | 53 | 57 | 53 | 63 | 55 | 60 | 47 | 40 | 38 | 33 | 40 | 59 |
| Para los censos de 1962 a 1999 la población legal corresponde a la población sin duplicidades (Fuente: INSEE [Consultar]) |    |    |    |    |    |    |    |    |    |    |    |    |     |     |    |    |    |    |    |    |    |    |    |    |    |    |    |    |    |    |    |    |